# Molino (Messina)
Molino è una frazione collinare della Circoscrizione I del comune di Messina, situata a Sud del capoluogo, dal quale dista circa 18 km., in una stretta vallata percorsa dal torrente Giampilieri.
Le colline a Sud del villaggio confinano col comune di Scaletta Zanclea.

## Origine del nome
Il suo nome deriva alla presenza in zona di un mulino ad acqua (oggi abbandonato).

## Storia
Piccolo centro agricolo e pastorale sin dai tempi remoti, con la dominazione araba si sviluppò l'agrumicoltura e un fiorente artigianato della seta, che come nel vicino villaggio di Altolia, forniva la più consistente fonte di reddito alla popolazione.
Tutto questo fino alla seconda guerra mondiale, quando l'avvento delle fibre sintetiche, più economiche e prodotte su scala industriale, soppiantarono il commercio delle sete. Dopo la rivolta antispagnola del 1674-78, il suo territorio venne confiscato e messo all'asta, insieme ad altri villaggi.
Venne acquistato da Francesco Piccini per conto di don Placido Ruffo, principe di Scaletta, entrando a far parte del feudo di quest'ultimo. Quando poi nel 1727 i beni tornarono al demanio, Molino riebbe la sua autonomia. Il colera che nell'anno 1743 imperversò nella città di Messina e nei villaggi, non toccò Molino.
Il 1º ottobre 2009, Molino, assieme ad Altolia, Giampilieri Superiore, Giampilieri Marina, Briga Marina, Briga Superiore e Scaletta Zanclea è stata colpita da un'alluvione e una frana, che ha provocato trentasette vittime.

## Monumenti e luoghi d'interesse

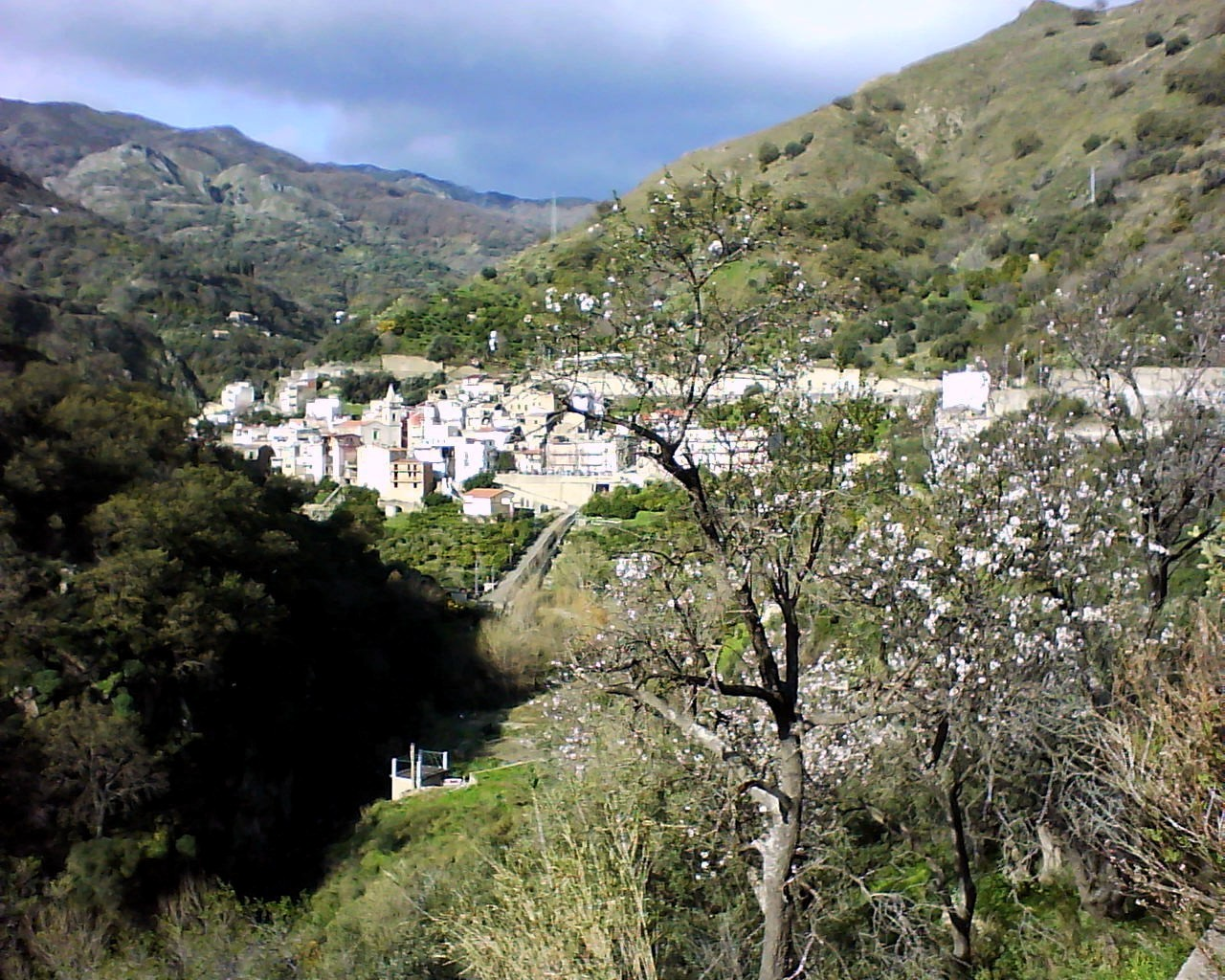
Veduta di Molino.

Santa Maria della Scala
Chiesa di Santa Maria della Scala, con architrave del portale che porta impressa la data del 1613, anno di fondazione della chiesa, per volere della baronessa Della Scala.
Il tempio si presenta ad unica navata, ricco di stucchi; all'altare centrale è una statua lignea della Madonna della Scala; a sinistra, entrando, è la lapide funeraria di Salvatore Micali (1867), seguono gli altari con una tela raffigurante i Santi Cosma e Damiano, un Crocifisso ligneo, e un rovinatissimo affresco.
A destra è un'acquasantiera del XVI secolo (attribuita al messinese Rinaldo Bonanno), una tavola cinquecentesca della Madonna del Rosario (in cui a destra sono i santi domenicani e a sinistra le devote committenti, sicuramente appartenenti alla famiglia Della Scala) e la tavola con la Vergine col Bambino in trono e in basso San Michele Arcangelo, Sant'Onofrio e San Nicola di Bari, attribuita ad Antonello Riccio (probabilmente proveniente dall'antica chiesa, intitolata a S. Nicola).
Nella sacrestia sono esposti alcuni quadretti, un tronetto eucaristico e un bel paliotto con al centro Santa Maria della Scala.
Monastero di San Placido il Vecchio o San Placido in Silvis
La Grancia dei Padri Certosini

### Istruzione
- Edificio scolastico adibito a scuola media (dismesso).

### Eventi
Festa della "Matr'a'Scala", cioè della Madonna della Scala (la prima domenica dopo il 2 agosto).

## Infrastrutture e trasporti
Molino è raggiungibile percorrendo la Strada provinciale 33 di Altolia, costruita nel 1940. La rotabile, partendo dal bivio di Giampilieri Marina sulla Strada statale 114 Orientale Sicula, passa per Giampilieri Superiore e arrivata al bivio del villaggio, prosegue per Altolia. Dal cosiddetto bivio Molino, una stretta strada comunale conduce fino al paese, terminando in una piazza.
La viabilità minore del villaggio è rappresentata da vicoli, non tutti carrabili.
Una linea di autobus, gestita da ATM, collega Molino ai villaggi a monte e a fondovalle, nonché al centro di Messina.